# NGC 5617
NGC 5617 è un ammasso aperto visibile nella costellazione del Centauro.

## Osservazione

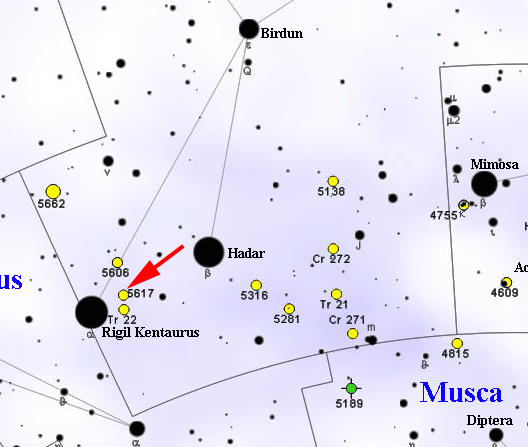
Mappa per individuare NGC 5617.

La sua individuazione è molto facile: si trova infatti 1 grado a ovest della brillantissima e famosa stella α Centauri; giace in corrispondenza di un campo stellare molto ricco. Attraverso un binocolo 10x50 è ben visibile come una macchia chiara, seppure oscurata dalla presenza di α Centauri; le sue componenti, a partire dalla magnitudine 10, sono disposte su due assi perpendicolari fra loro, cosicché in telescopi di 150mm di apertura si evidenzia bene una forma a "T". A nord brillano due stelle rosse di nona magnitudine e sud, una catena di stelline azzurre della stessa grandezza.
Quest'ammasso si trova ad una declinazione fortemente australe, pertanto non è osservabile da molte delle regioni abitate dell'emisfero boreale, come l'Europa e quasi tutto il Nordamerica; da diverse regioni abitate dell'emisfero australe, al contrario, si presenza circumpolare. Il periodo migliore per la sua osservazione nel cielo serale è quello compreso fra febbraio e luglio.

## Storia delle osservazioni
NGC 5617 venne individuato per la prima volta da James Dunlop nel 1826, nelle sessioni osservative condotte quando era sovrintendente dell'osservatorio del Nuovo Galles del Sud in Australia; l'astronomo John Herschel lo riosservò in seguito e lo inserì nel suo General Catalogue of Nebulae and Clusters col numero 3885.

## Caratteristiche
NGC 5617 è un ammasso piuttosto ricco e di media concentrazione, ben contrastato rispetto ai campi stellari circostanti; la sua distanza è stimata attorno ai 1533 parsec (circa 5000 anni luce) ed è quindi situato sul bordo esterno del Braccio del Sagittario, in primo piano rispetto alla grande associazione OB Centaurus OB1, dominata dalla nube RCW 75 e la cui distanza è stimata sui 2000 parsec.
Con un'età di circa 82 milioni di anni NGC 5617 viene considerato un ammasso di età intermedia, in cui sono presenti alcune giganti rosse e stelle peculiari, come le blue stragglers, derivanti probabilmente dalla fusione fra due stelle; nella sua direzione è presente una sorta di finestra nel mezzo interstellare in cui la vista risulta scarsamente oscurata, facilitando così lo studio di quest'ammasso. Fra le stelle variabili scoperte al suo interno vi è una variabile δ Sct, una probabile variabile γ Doradus e alcune variabili a eclisse.